# Hrabstwo Howard (Teksas)

Piramida wieku hrabstwa

Hrabstwo Howard – hrabstwo położone w USA w stanie Teksas. Utworzone w 1876 r. Siedzibą hrabstwa jest miasto Big Spring.

## Miasta
- Big Spring
- Coahoma
- Forsan

## CDP
- Sand Springs